# Benno Bleyer
Benno Bleyer (* 16. Februar 1885 in Lindau (Bodensee); † 24. November 1945 in München) war ein deutscher Chemiker.

## Werdegang
Nach seiner Praktikantenzeit in der königlichen Hof- und Leibapotheke in München studierte er dort Pharmazie und Lebensmittelchemie. 1907 legte er an der Universität München die pharmazeutische Staatsprüfung ab. Seiner Promotion im Jahre 1910 folgte drei Jahre später die Habilitation für pharmazeutische und angewandte Chemie mit dem Thema Studien über Beryllium und Berylliumverbindungen ebenfalls an der LMU München.
Nachdem er mehrere Jahre in der Industrie tätig gewesen war, wurde er 1923 als außerordentlicher Professor für Chemie nach Weihenstephan berufen. 1929 wurde er an die Universität in München für den Lehrstuhl pharmazeutische und Lebensmittelchemie berufen und übernahm dort die Leitung des Instituts.
Er befasste sich mit Problemen der Chemie seltener Metalle und verfasste zahlreiche Publikationen, die sich vor allem mit Fragen der Lebensmittelchemie, besonders im Bereich der Milchwirtschaft und der alkoholischen Getränke, beschäftigten. Außerdem waren biochemische und ernährungsphysiologische Probleme über pflanzliche und tierische Phosphatide, der Iodstoffwechsel (Iodmangel bei Kropferkrankungen), Kohlenhydrate und Fette Bestandteil seiner Forschung.
1945 wurde Benno Bleyer mit der Joseph-König-Gedenkmünze der Gesellschaft Deutscher Chemiker ausgezeichnet.